# Ocland
Ocland (en hongrois : Oklánd) est une commune roumaine du județ de Harghita, dans la région historique de Transylvanie.
La municipalité est composée des trois villages suivants:
- Crăciunel (Karácsonyfalva)
- Ocland, siège de la commune
- Satu Nou (Homoródújfalu)

## Localisation
Ocland est située à l'extrémité sud du comté de Harghita, au l'est de la Transylvanie dans le Pays Sicule, dans la dépression de Homoroade, à 36 km de la ville de Miercurea Ciuc.

## Monuments et lieux touristiques
- L'église unitarienne du village de Crăciunel (construite au XIIIe siècle), monument historique.
- L'église unitarienne du village de Ocland (construite au XVIe siècle), monument historique.
- * L'église romaine-catholique du village de Crăciunel (construite au XVIIe siècle), monument historique.
- L'église unitarienne du village de Satu Nou (construite au XVIIIe siècle), monument historique.
- Site archeologique "Belmező" du village de Crăciunel.

## Relations internationales
La commune de Ocland est jumelée avec:
- Csanádalberti (Hongrie)
- Cserépfalu (Hongrie)
- Karácsond (Hongrie)